# ريتشارد كوين (مدرس)
ريتشارد كوين (بالإنجليزية: Richard Coyne)‏ هو مدرس بريطاني، ولد في 30 ديسمبر 1952.